# Rocroithys perissus
Rocroithys perissus là một loài ốc biển, là động vật thân mềm chân bụng sống ở biển thuộc họ Conidae.